# Vissza a jelenbe 2.
A Vissza a jelenbe 2. (eredeti cím: Hot Tub Time Machine 2) 2015-ben bemutatott amerikai filmvígjáték, amelyet Josh Heald forgatókönyvéből Steve Pink rendezett. A film zenéjét Christophe Beck szerezte.
A film a 2010-es Vissza a jelenbe folytatása, a főbb szerepekben Rob Corddry, Craig Robinson, Clark Duke, Adam Scott, Chevy Chase és Gillian Jacobs látható.
Az Amerikai Egyesült Államokban 2015. február 20-án mutatták be a mozikban a Paramount Pictures forgalmazásában. A film bevételi és kritikai szempontból is megbukott és két Arany Málna-jelölést szerzett.

## Szereplők
| Szereplő | Színész          | Magyar hang       |
| --- | ---------------- | ----------------- |
| Lou | Rob Corddry      | Rába Roland       |
| Nick | Craig Robinson   | Mészáros Máté     |
| Jacob | Clark Duke       | Molnár Levente    |
| Adam, Jr. | Adam Scott       | Fesztbaum Béla    |
| Szerelő | Chevy Chase      | Benkő Péter       |
| Jill | Gillian Jacobs   | Bozó Andrea       |
| Kelly | Collette Wolfe   | Nemes Takách Kata |
| Sophie | Bianca Haase     | Győrfi Laura      |
| Gary Winkle | Jason D. Jones   | Debreczeny Csaba  |
| Courtney | Kellee Stewart   | Nádasi Veronika   |
| Brad | Kumail Nanjiani  | Kovács Lehel      |
| Susan | Gretchen Koerner | Bertalan Ágnes    |
| Önmaga | Lisa Loeb        | Kis-Kovács Luca   |
| J-Bird | Adam Herschman   | Gacsal Ádám       |
| A 'Game Show' házigazdája | Christian Slater | Welker Gábor      |
| További magyar hangok |                  |                   |
| Bognár Tamás, Csányi Dávid, Czifra Krisztina, Hábermann Lívia, Hegedüs Miklós, Király Adrián, Laudon Andrea, Rusznák Adrienn, Suhajda Dániel, Szalay Csongor |                  |                   |